# Madhuca sessilis
Madhuca sessilis là một loài thực vật có hoa trong họ Hồng xiêm. Loài này được (King & Gamble) Baehni mô tả khoa học đầu tiên năm 1965.